# Елена Колтоновска
Елена Янкова Колтоновска е българска пианистка.

## Биография
Родена е през 1896 г. в Киев, Руска империя. Завършва Киевската консерватория при проф. Беклемеш. Изнася концерти и акомпанира на певците Петър Райчев, Михаил Попов, Иван Цибулка, Жени Стефанова и др. Умира през 1939 г. в София.
Личният ѝ архив се съхранява във фонд 1895К в Централен държавен архив. Той се състои от 94 архивни единици от периода 1898 – 1971 г.